# Dachbodenorgel

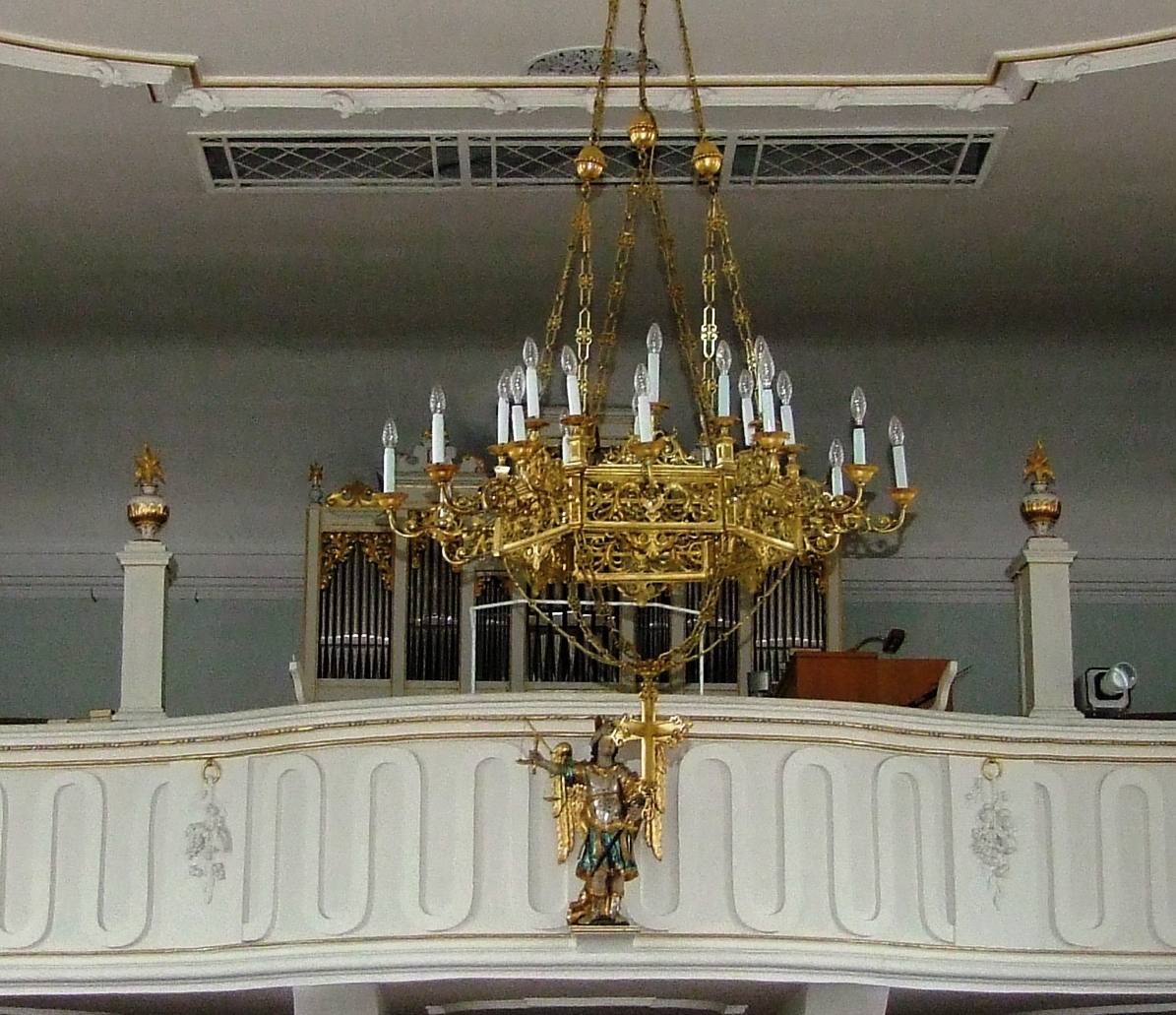
Dachbodenorgel in Kronburg mit Blindprospekt und Schallöffnungen

Der Begriff Dachbodenorgel (gelegentlich auch Tonhallenorgel) bezeichnet eine besondere Aufstellungsform von Pfeifenorgeln in einer eigens dafür errichteten Kammer über dem Raum, welchen sie beschallen sollen.

## Aufstellungsprinzip und Abgrenzung

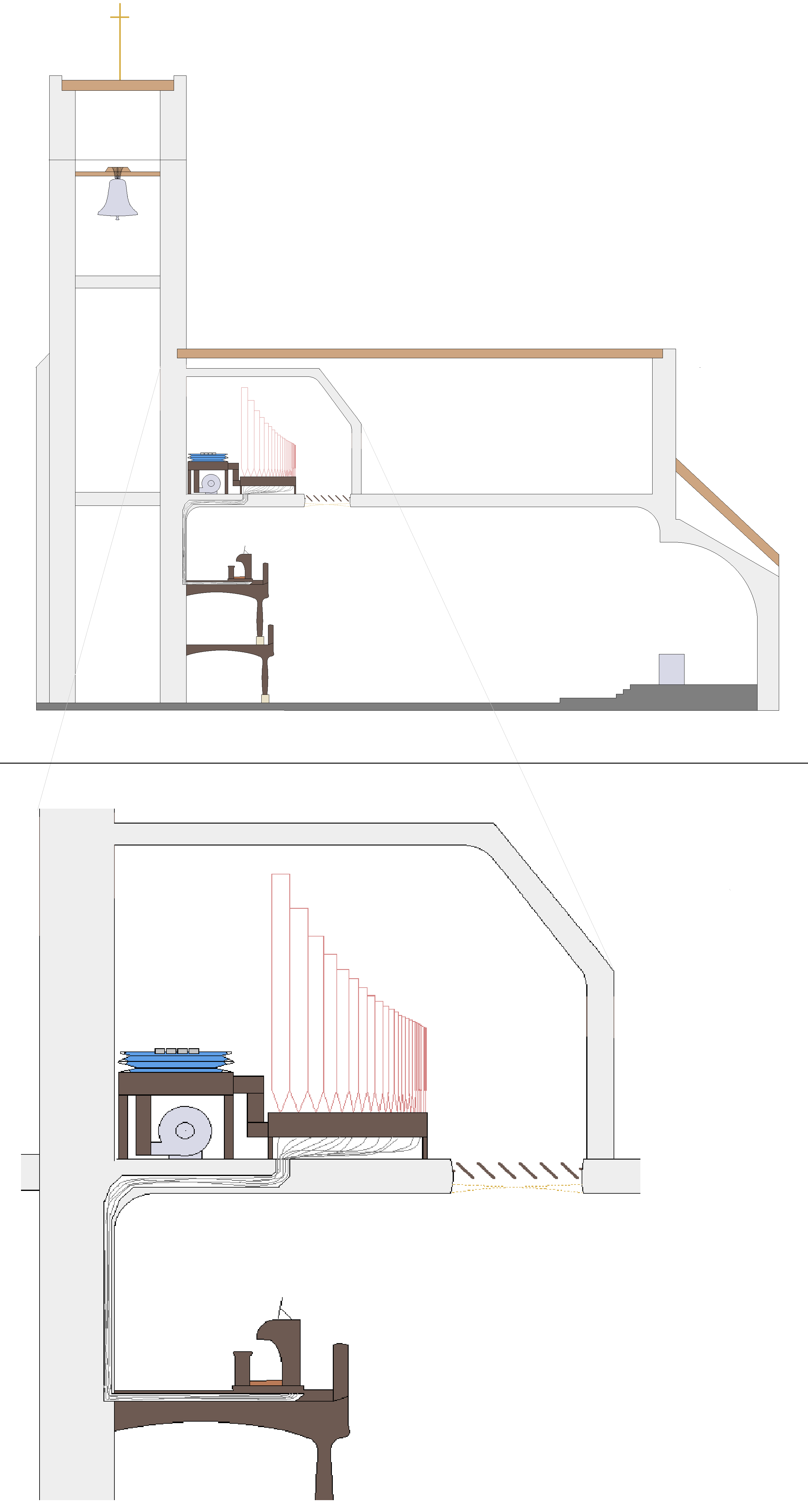
Schematische Skizze einer typischen Kirche mit Dachbodenorgel (unten vergrößerte Darstellung)

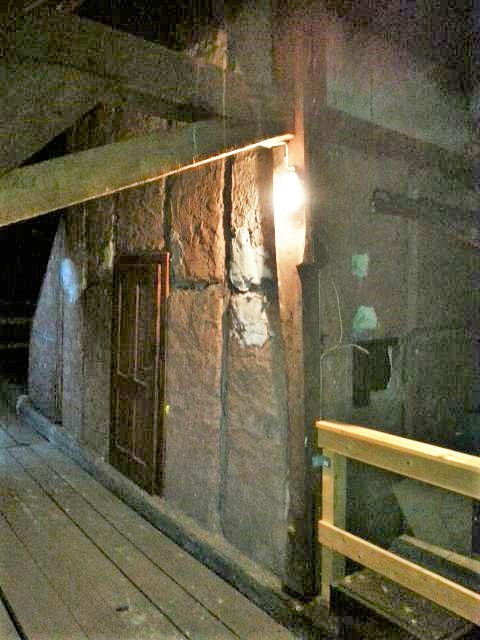
Außenansicht der Orgelkammer in Kastel (Saarland). Im hinteren Bereich erkennt man die zur besseren Schallreflexion abgeschrägte Decke. Die Orgelkammer ist heute leer

Dachbodenorgeln sind nahezu ausschließlich in der Phase der Spätromantik im Orgelbau zu Beginn des 20. Jahrhunderts errichtet worden. Der Unterschied zu gewöhnlichen Fernwerken, welche ebenfalls in dieser Zeit sehr beliebt waren, besteht darin, dass sich Dachbodenorgeln gänzlich oberhalb der Kirchendecke befinden, während bei Fernwerken nur ein Teilwerk der Orgel über der Decke Aufstellung findet, um einen Echo-Effekt zu erzielen. Der Schallaustritt erfolgt über einen Durchbruch in der Kirchendecke, oft mit einem Gitter kunstvoll verziert. In den Schallaustritt sind in der Regel auch Schwelljalousien eingebaut, wodurch die gesamte Orgel schwellbar ist. Aufgrund der zusätzlich schallisolierenden Kirchendecke ist die Schwellwirkung tendenziell intensiver als bei herkömmlichen Schwellwerken, weshalb die dynamische Bandbreite bei Dachbodenorgeln größer ist als bei vergleichbaren Instrumenten, die sich im selben Raum befinden. Dieser Effekt kann noch verstärkt werden, wenn innerhalb der Orgelkammer ein Manual als weiteres Schwellwerk ausgebaut ist. Durch diese gestaffelte Schwellwirkung lässt sich die Lautstärke selbst bei vollem Werk auf ein Minimum reduzieren und stufenlos regeln.
Der ausschlaggebende Vorteil einer Dachbodenorgel bestand darin, dass selbst bei beengten Emporenverhältnissen verhältnismäßig große romantische Orgeln mit zahlreichen Registern in der 8’-Lage realisiert werden konnten. Dachbodenorgeln finden sich nahezu ausnahmslos in kleinen bis mittelgroßen katholischen Dorf- oder Klosterkirchen im süd- und westdeutschen Raum, welche nicht selten mit einer Doppelempore ausgestattet sind. Mit der konventionellen Aufstellung einer Orgel auf der Empore oder in der Brüstung wären dort jeweils nur kleinere Instrumente möglich gewesen.
Darüber hinaus ist eine gewisse Häufung von Dachbodenorgeln in der östlichen Bodenseeregion entlang der heutigen Landesgrenzen von Baden-Württemberg und Bayern festzustellen. Hier war die Firma Gebr. Späth aus Ennetach der häufigste Hersteller von Dachbodenorgeln.
Des Weiteren entsprach die große Bandbreite der Dynamik und der Einsatz eines Generalschwellers der in Deutschland zu Beginn des 20. Jahrhunderts vorherrschenden Vorstellung einer spätromantischen Orgel.
Ein Nachteil dieser Aufstellungsform ist, dass diese optisch kaum mehr als Orgeln zu erkennen sind. Bis auf den Spieltisch und die Schallöffnungen in der Decke weist nichts auf die Existenz einer Pfeifenorgel hin. In manchen Fällen findet man auch einen Blindprospekt aus stummen Orgelpfeifen auf der Empore, wie beispielsweise in Kronburg, wo das Gehäuse der Vorgängerorgel erhalten blieb.

## Nachwirkung
Aufgrund der fortschreitenden Orgelbewegung in der zweiten Hälfte des 20. Jahrhunderts entsprachen viele Dachbodenorgeln nicht mehr den neuen Klangvorstellungen und wurden oft vernachlässigt und ersetzt.
In einigen Fällen wurden die Dachbodenorgeln später auf die Emporen versetzt, so geschehen in Kastel oder Wachstedt. In anderen Fällen, wie etwa in Bösenreutin und Kronburg, wurde nur der Spieltisch entsorgt und eine kleine Pfeifen- bzw. Digitalorgel als Ersatz auf der Empore beschafft. Da das Pfeifenwerk in der Orgelkammer in diesen Fällen nicht angetastet wurde, war es z. B. in Bösenreutin im Jahr 2013 möglich, die Dachbodenorgel zu restaurieren und wieder in Betrieb zu nehmen.
Aus diesem Grund ist anzunehmen, dass die folgende Liste unvollständig ist und möglicherweise weitere in Vergessenheit geratene Dachbodenorgeln in Deutschland existieren. Des Weiteren ist es möglich, dass einige der hier unter nicht erhalten aufgelisteten Orgeln doch noch im stillgelegten Zustand existieren.

## Erhaltene Dachbodenorgeln in Deutschland
| Ort                          | Gebäude                  | Bild | Orgelbauer           | Baujahr | Manuale | Register | Bemerkungen |
| ---------------------------- | ------------------------ | ---- | -------------------- | ------- | ------- | -------- | --- |
| Alme (Brilon)                | St. Ludgerus             |      | Anton Feith          | 1938    | II/P    | 17       | 1963 durch Wilhelm Friedrich Stegerhoff im Zuge der Kirchenerweiterung tiefgreifend umgebaut und um ein Register erweitert. Da der Anbau der Kirche höher ist als das alte Kirchenschiff und die Orgel nun mit einem Prospekt direkt in diesen hineinspricht, handelt es sich im strengen Sinne nicht mehr um eine typische Dachbodenorgel. |
| Bösenreutin                  | St. Nikolaus             |      | Behler & Waldenmaier | 1913    | II/P    | 16 (17)  | 1989 stillgelegt, 2013 restauriert durch Freiburger Orgelbau Späth. |
| Dipbach                      | St. Ägidius              |      | Willibald Siemann    | 1926    | II/P    | 16       | 1963 durch Gustav Weiß im Zuge der Kirchenerweiterung tiefgreifend umgebaut. Da der Anbau der Kirche höher ist als das alte Kirchenschiff und die Orgel (Siemann, Opus 428) nun durch eine Wandöffnung direkt in diesen hineinspricht, handelt es sich im strengen Sinne nicht mehr um eine typische Dachbodenorgel.                        |
| Donaustetten                 | St. Laurentius           |      | Albert Reiser        | 1926    | II/P    | 9 (10)   | spielbar erhalten |
| Ershausen                    | St. Johannesstift        |      | Anton Feith          | 1931    | II/P    | 10 (11)  | Im guten Zustand original erhalten. |
| Hamm-Herringen               | Heilig Kreuz             |      | Anton Feith          | 1928    | II/P    | 14 (16)  | 1956 durch Stockmann umgebaut und auf III/26 erweitert: I. Manual- und Pedalwerk auf die Empore hinter neuen Prospekt umgesetzt, das II. Manual verblieb als Fernwerk auf dem Dachboden. |
| Hasberg                      | St. Ottilia              |      | H. Koulen & Sohn     | 1904    | II/P    | 16 (17)  | spielbar erhalten |
| Giebichenstein (Halle/Saale) | St. Norbert              |      | Anton Feith          | 1927    | II/P    | 22       | unspielbar erhalten; stillgelegt, 1989 Orgelneubau durch Sauer auf der Empore |
| Heiligenbronn (Schramberg)   | Klosterkirche St. Gallus |      | Gebr. Späth Orgelbau | 1928    | II/P    | 24 (25)  | 2010 restauriert durch Orgelbau Link. Manualwerke getrennt schwellbar. Größte erhaltene Dachbodenorgel in Deutschland. |
| Hiltensweiler (Tettnang)     | St. Dionysius            |      | Gebr. Späth Orgelbau | 1931    | II/P    | 20 (21)  | [ 9 ] |
| Kronburg                     | Heiligste Dreifaltigkeit |      | Gebr. Späth Orgelbau | 1925    | II/P    | 10       | Zurzeit stillgelegt, Restaurierung geplant. Prospekt und Teile der Vorgängerorgel befinden sich auf der Empore. |
| Unna-Massen                  | Evangelischer Betsaal    |      | Paul Faust           | 1930    | II/P    | 11 (14)  | 1957 Umsetzung nach Herz Jesu Hamm/Bockum-Hövel auf die dortige Empore hinter einen stummen Freipfeifenprospekt. 2023 Verkauf an privat, am neuen Standort nahezu original erhalten. |
| Unterbrunn (Gauting)         | St. Laurentius           |      | Willibald Siemann    | 1913    | II/P    | 21 (23)  | [ 4 ] [ 12 ] |
| Wackersberg                  | St. Nikolaus             |      | Willibald Siemann    | 1920    | II/P    | 15 (16)  | [ 4 ] [ 13 ] |
| Wachstedt                    | St. Michael              |      | Anton Feith          | 1923    | II/P    | 17       | 2006 Umsetzung der Orgel auf die Empore in ein neues neugotisches Gehäuse durch Orgelbau Brode. Sonst original erhalten. Auch die Kammer auf dem Dachboden sowie die originalen Schwelljalousien sind erhalten, wenn auch heute ohne Funktion.                                                                                              |
| Wiesenbad                    | Friedenskapelle          |      | Gebr. Jehmlich       | 1916    | II/P    | 15       | Stillgelegt. |

## Ehemalige Dachbodenorgeln in Deutschland
| Ort                           | Gebäude                                | Bild | Orgelbauer           | Baujahr  | Manuale | Register | Bemerkungen |
| ----------------------------- | -------------------------------------- | ---- | -------------------- | -------- | ------- | -------- | --- |
| Allmendingen (Württemberg)    | Mariä Himmelfahrt                      |      | Gebr. Späth Orgelbau | 1914     | II/P    | 16       | 1963 ersetzt durch einen Neubau der Firma Späth. |
| Aspertsham (Schönberg)        | St. Johannes der Täufer                |      | Georg Glatzl         | 1933     | II/P    | ? (19)   | Multiplexsystem/Transmissionsorgel aus etwa sechs oder sieben Grundreihen. 2006 vollständig entsorgt und ersetzt durch ein gebrauchtes Kubak-Positiv. |
| Bierlingen                    | St. Martinus                           |      | Gebr. Späth Orgelbau | 1910     | II/P    | 11       | [ 9 ] |
| Burghausen (Wasserlosen)      | Mariä Geburt und St. Valentin          |      | Gebr. Späth Orgelbau | 1913     | II/P    | 10       | [ 9 ] |
| Deuchelried                   | St. Petrus                             |      | Gebr. Späth Orgelbau | 1936     | II/P    | 15       | [ 9 ] |
| Dortmund-Brackel              | St. Clemens                            |      | Paul Faust           | 1929     | II/P    | 16       | 1983 durch Neubau von Siegfried Sauer unter teilweiser Verwendung des Pfeifenwerks ersetzt |
| Dortmund-Syburg               | St. Peter                              |      | Paul Faust           | 1930     | II/P    | 16       | 1945 im Krieg zerstört; elektrische Trakturen, 18 Koppeln und Spielhilfen; Abnahme durch Gerard Bunk |
| Eickelborn                    | St. Josef                              |      | Anton Feith          | vor 1930 | II/P    | 14       | |
| Eutingen im Gäu               | St. Stephanus                          |      | Gebr. Späth Orgelbau | 1928     | II/P    | 24       | 1967 ersetzt durch Neubau von Späth, op. 839 (II/24) |
| Frenz (Inden)                 | St. Nikolaus                           |      | Anton Feith          | 1924     | II/P    | 19       | 1946 auf die Empore umgesetzt, 1999 ersetzt durch neubau Tzschöckel. |
| Frickenhausen (Mellrichstadt) | St. Georg                              |      | Willibald Siemann    | 1920     | II/P    | 16       | Neubau: Hoffmann 1986 |
| Fulda                         | Mutterhaus der Barmherzigen Schwestern |      | Gebr. Späth Orgelbau | 1937     | II/P    | 10       | [ 9 ] |
| Grünmettstetten               | St. Konrad                             |      | Gebr. Späth Orgelbau | 1935     | II/P    | 17       | [ 9 ] |
| Hasenweiler                   | Mariä Geburt                           |      | Gebr. Späth Orgelbau | 1913     | II/P    | 15       | 1996 ersetzt durch eine neue Orgel von Hermann Weber im alten Gabler-Gehäuse (1748). |
| Illerbeuren (Kronburg)        | Mariä Himmelfahrt                      |      | Gebr. Späth Orgelbau | 1925     | II/P    | 15       | fast gleichzeitig mit Kronburg erbaut, ersetzt durch Neubau von Johannes Rohlf |
| Kastel (Nonnweiler)           | St. Wilfridus                          |      | Gebr. Späth Orgelbau | 1926     | II/P    | 16       | 1970 durch Mayer auf die Empore versetzt; 1996 ersetzt durch eine neue Orgel der Firma Hugo Mayer Orgelbau. Das nebenstehende Bild ist eine Fotomontage des ursprünglichen Zustandes. |
| Kirchbierlingen               | St. Martinus                           |      | Gebr. Späth Orgelbau | 1914     | II/P    | 16       | [ 9 ] |
| Mühlhausen (Schwenningen)     | St. Georg                              |      | Gebr. Späth Orgelbau | 1900     | II/P    | 8        | ursprünglich auf der Empore errichtet, erst 1925 durch Späth auf den Dachboden versetzt. 2006 Aufstellung einer gebrauchten Orgel mit 9 Registern durch Klaus Grüble (Kerpen). |
| Mulfingen                     | St. Kilian                             |      | Gebr. Späth Orgelbau | 1914     | II/P    | 17       | [ 9 ] |
| Nagelsberg (Künzelsau)        | St. Jakobus                            |      | Albert Reiser        | 1927     | II/P    | 9        | ersetzt durch Positiv von Reiser aus den 1970er Jahren |
| Neukirch (Bodenseekreis)      | Maria Rosenkranzkönigin                |      | Gebr. Späth Orgelbau | 1914     | II/P    | 11       | [ 9 ] |
| Schnetzenhausen               | St. Peter und Paul                     |      | Gebr. Späth Orgelbau | 1930     | II/P    | 10       | [ 9 ] |
| Seuversholz                   | St. Nikolaus                           |      | J.F. Bittner         | 1903     | II/P    | ?        | [ 4 ] |
| Siggen (Argenbühl)            | St. Sebastian                          |      | Gebr. Späth Orgelbau | 1923     | II/P    | 10       | [ 9 ] |
| Tafertsweiler                 | St. Urban                              |      | Gebr. Späth Orgelbau | 1912     | II/P    | 12       | [ 9 ] |
| Unterankenreute               | Mariä Himmelfahrt                      |      | Gebr. Späth Orgelbau | 1933     | II/P    | 16       | [ 9 ] |
| Weiler (Rottenburg)           | St. Wolfgang                           |      | Gebr. Späth Orgelbau | 1924     | II/P    | 11       | 1986 ersetzt durch eine neue Orgel der Firma Stehle. Reste der Orgel in der Orgelkammer erhalten. |
| Welschen Ennest               | St. Johannes Baptist                   |      | Anton Feith          | 1927     | II/P    | ?        | 1958 umbgebaut und an der Querschiffwand im Kirchenraum aufgehängt. 2002 ersetzt durch Neubau Mebold. |
| Wohmbrechts                   | St. Georg                              |      | H. Koulen & Sohn     | 1904     | II/P    | 14       | [ 4 ] |
| Zwickau                       | Katharinenkirche                       |      | Gebr. Jehmlich       | 1929     | III/P   | 56       | Die Orgel befand sich nur teilweise auf dem Dachboden! Hauptwerk und Pedal waren in einem konventionellen Gehäuse auf der Empore aufgestellt, die beiden Schwellwerke befanden sich über dem Gewölbe. Das Instrument wurde in den 1960er Jahren aufgegeben, die Schallöffnungen sind jedoch noch heute zu sehen. |